# Élections départementales de 2015 dans la Drôme
Les élections départementales ont lieu les 22 et 29 mars 2015.

## Contexte départemental

### Assemblée départementale sortante

Appartenance politique des conseillers généraux à l'issue des élections cantonales de 2011.

Avant les élections, le conseil général de la Drôme est présidé par Didier Guillaume, membre du Parti Socialiste.
Il comprend 36 conseillers généraux issus des 36 cantons de la Drôme.
Après le redécoupage cantonal de 2014, ce sont 38 conseillers qui seront élus au sein des 19 nouveaux cantons de la Drôme.
| Parti                                | Sigle | Sigle | Élus |
| ------------------------------------ | ----- | ----- | ---- |
| Majorité (26 sièges)                 |       |       |      |
| Parti socialiste                     |       | PS    | 7    |
| Divers gauche                        |       | DVG   | 4    |
| Europe Écologie Les Verts            |       | EELV  | 2    |
| Parti radical de gauche              |       | PRG   | 2    |
| Parti communiste français            |       | PCF   | 1    |
| Opposition (10 sièges)               |       |       |      |
| Union pour un mouvement populaire    |       | UMP   | 4    |
| Divers droite                        |       | DVD   | 3    |
| Union des démocrates et indépendants |       | UDI   | 2    |
| Mouvement démocrate                  |       | MoDem | 1    |
| Président du conseil général         |       |       |      |
| Didier Guillaume (PS)                |       |       |      |

### Assemblée départementale élue
| Parti                                | Sigle | Sigle | Élus |
| ------------------------------------ | ----- | ----- | ---- |
| Majorité (22 sièges)                 |       |       |      |
| Union pour un mouvement populaire    |       | UMP   | 10   |
| Union des démocrates et indépendants |       | UDI   | 8    |
| Divers droite                        |       | DVD   | 4    |
| Opposition (16 sièges)               |       |       |      |
| Parti socialiste                     |       | PS    | 9    |
| Divers gauche                        |       | DVG   | 6    |
| Parti radical de gauche              |       | PRG   | 1    |
| Président du conseil départemental   |       |       |      |
| Patrick Labaune (UMP)                |       |       |      |

## Résultats à l'échelle du département

### Résultats par nuances du ministère de l'Intérieur
Les nuances utilisées par le ministère de l'Intérieur ne tiennent pas compte des alliances locales.
| Binômes     | Binômes            | Premier tour | Premier tour | Second tour | Second tour | Sièges |
| Binômes     | Binômes            | Voix         | %            | Voix        | %           | Sièges |
| ----------- | ------------------ | ------------ | ------------ | ----------- | ----------- | ------ |
|             | Union de la droite | 56 999       | 31,02        | 73 208      | 39,98       | 22     |
|             | DVD                | 3 091        | 1,68         |             |             |        |
|             | DLF                | 299          | 0,16         |             |             |        |
| Droite      | Droite             | 60 389       | 32,86        | 73 208      | 39,98       | 22     |
|             |                    |              |              |             |             |        |
|             | PS                 | 46 340       | 25,22        | 48 878      | 26,70       | 14     |
|             | DVG                | 19 645       | 10,69        | 5 832       | 3,19        | 0      |
|             | Union de la gauche | 6 204        | 3,38         | 9 177       | 5,01        | 2      |
| Gauche      | Gauche             | 72 189       | 39,29        | 63 887      | 34,90       | 16     |
|             |                    |              |              |             |             |        |
|             | FN                 | 49 940       | 27,18        | 45 998      | 25,12       | 0      |
|             |                    |              |              |             |             |        |
|             | Divers             | 1 243        | 0,68         |             |             |        |
|             |                    |              |              |             |             |        |
| Inscrits    | Inscrits           | 360 837      | 100,00       | 360 793     | 100,00      |        |
| Abstentions | Abstentions        | 169 445      | 46,96        | 163 261     | 45,25       |        |
| Votants     | Votants            | 191 392      | 53,04        | 197 532     | 54,75       |        |
| Blancs      | Blancs             | 5 191        | 2,71         | 10 191      | 5,16        |        |
| Nuls        | Nuls               | 2 440        | 1,27         | 4 248       | 2,15        |        |
| Exprimés    | Exprimés           | 183 761      | 96,01        | 183 093     | 92,69       |        |

### Résultats par canton
| Canton                     | Conseiller sortant             | Parti                 | Parti       | Conseiller élu          | Parti           | Parti           |
| -------------------------- | ------------------------------ | --------------------- | ----------- | ----------------------- | --------------- | --------------- |
| Bourdeaux                  | Michel Tron*                   |                       | DVD         | Canton supprimé         | Canton supprimé | Canton supprimé |
| Bourg-de-Péage             | Didier Guillaume*              |                       | PS          | Gérard Chaumontet       |                 | PS              |
| Bourg-de-Péage             | Didier Guillaume*              | Anna Place            | PS          |                         | PS              |                 |
| Bourg-lès-Valence          | Wilfrid Pailhes                |                       | PS          | Canton supprimé         | Canton supprimé | Canton supprimé |
| Buis-les-Baronnies         | Marie-Claire Cartagena*        |                       | PS          | Canton supprimé         | Canton supprimé | Canton supprimé |
| Chabeuil                   | Pascal Pertusa*                |                       | PS          | Canton supprimé         | Canton supprimé | Canton supprimé |
| La Chapelle-en-Vercors     | Claude Vignon*                 |                       | DVG         | Canton supprimé         | Canton supprimé | Canton supprimé |
| Châtillon-en-Diois         | Alain Matheron*                |                       | PS          | Canton supprimé         | Canton supprimé | Canton supprimé |
| Crest                      | Canton créé                    | Canton créé           | Canton créé | Muriel Paret            |                 | DVG             |
| Crest                      | Canton créé                    | Canton créé           | Canton créé | Jean Serret             |                 | PS              |
| Crest-Nord                 | Jean Serret                    |                       | PS          | Canton supprimé         | Canton supprimé | Canton supprimé |
| Crest-Sud                  | Jean-Pierre Tabardel*          |                       | PRG         | Canton supprimé         | Canton supprimé | Canton supprimé |
| Die                        | Philippe Leeuwenberg           |                       | PCF         | Canton supprimé         | Canton supprimé | Canton supprimé |
| Dieulefit                  | Philippe Berrard*              |                       | EÉLV        | André Gilles            |                 | DVD             |
| Dieulefit                  | Philippe Berrard*              | Corinne Moulin        | EÉLV        |                         | DVD             |                 |
| Le Diois                   | Canton créé                    | Canton créé           | Canton créé | Bernard Buis            |                 | PS              |
| Le Diois                   | Canton créé                    | Canton créé           | Canton créé | Martine Charmet         |                 | DVG             |
| Drôme des collines         | Canton créé                    | Canton créé           | Canton créé | Emmanuelle Anthoine     |                 | UMP             |
| Drôme des collines         | Canton créé                    | Canton créé           | Canton créé | Aimé Chaléon            |                 | DVD             |
| Grand-Serre                | Emmanuelle Anthoine-Desermeaux |                       | UMP         | Canton supprimé         | Canton supprimé | Canton supprimé |
| Grignan                    | Luc Chambonnet                 |                       | DVG         | Luc Chambonnet          |                 | DVG             |
| Grignan                    | Luc Chambonnet                 | Renée Payan           | DVG         |                         | DVG             |                 |
| Loriol-sur-Drôme           | Jacques Ladègaillerie          |                       | UDI         | Françoise Chazal        |                 | UMP             |
| Loriol-sur-Drôme           | Jacques Ladègaillerie          | Jacques Ladègaillerie | UDI         |                         | UDI             |                 |
| Luc-en-Diois               | Bernard Buis                   |                       | PS          | Canton supprimé         | Canton supprimé | Canton supprimé |
| Marsanne                   | André Gilles                   |                       | DVD         | Canton supprimé         | Canton supprimé | Canton supprimé |
| Montélimar-1               | Jean-Luc Vincent               |                       | PS          | Catherine Autajon       |                 | UDI             |
| Montélimar-1               | Jean-Luc Vincent               | Karim Oumeddour       | PS          |                         | UMP             |                 |
| Montélimar-2               | Anne-Marie Rème-Pic            |                       | PS          | Patricia Brunel-Maillet |                 | UDI             |
| Montélimar-2               | Anne-Marie Rème-Pic            | Laurent Lanfray       | PS          |                         | UDI             |                 |
| La Motte-Chalancon         | Gérard Szostak*                |                       | DVG         | Canton supprimé         | Canton supprimé | Canton supprimé |
| Nyons                      | Pierre Combes                  |                       | PS          | Canton supprimé         | Canton supprimé | Canton supprimé |
| Nyons et Baronnies         | Canton créé                    | Canton créé           | Canton créé | Pierre Combes           |                 | PS              |
| Nyons et Baronnies         | Canton créé                    | Canton créé           | Canton créé | Pascale Rochas          |                 | PS              |
| Pierrelatte                | Marie-Pierre Mouton            |                       | UDI         | Canton supprimé         | Canton supprimé | Canton supprimé |
| Portes-lès-Valence         | Marie-Josée Faure*             |                       | PS          | Canton supprimé         | Canton supprimé | Canton supprimé |
| Rémuzat                    | Hervé Rasclard*                |                       | PS          | Canton supprimé         | Canton supprimé | Canton supprimé |
| Romans-sur-Isère           | Canton créé                    | Canton créé           | Canton créé | Karine Guilleminot      |                 | DVG             |
| Romans-sur-Isère           | Canton créé                    | Canton créé           | Canton créé | Pierre Pieniek          |                 | PRG             |
| Romans-sur-Isère-1         | Pierre Pieniek                 |                       | PRG         | Canton supprimé         | Canton supprimé | Canton supprimé |
| Romans-sur-Isère-2         | Gérard Chaumontet              |                       | PS          | Canton supprimé         | Canton supprimé | Canton supprimé |
| Saillans                   | François Pegon                 |                       | MoDem       | Canton supprimé         | Canton supprimé | Canton supprimé |
| Saint-Donat-sur-l'Herbasse | Jean-Louis Bonnet              |                       | DVG         | Canton supprimé         | Canton supprimé | Canton supprimé |
| Saint-Jean-en-Royans       | Christian Morin                |                       | UMP         | Canton supprimé         | Canton supprimé | Canton supprimé |
| Saint-Paul-Trois-Châteaux  | Fabien Limonta                 |                       | UMP         | Canton supprimé         | Canton supprimé | Canton supprimé |
| Saint-Vallier              | Alain Genthon*                 |                       | PS          | Patricia Boidin         |                 | DVG             |
| Saint-Vallier              | Alain Genthon*                 | Pierre Jouvet         | PS          |                         | PS              |                 |
| Séderon                    | Paul Arnoux*                   |                       | PS          | Canton supprimé         | Canton supprimé | Canton supprimé |
| Tain-l'Hermitage           | Gilbert Bouchet*               |                       | UMP         | Hervé Chaboud           |                 | UDI             |
| Tain-l'Hermitage           | Gilbert Bouchet*               | Annie Guibert         | UMP         |                         | DVD             |                 |
| Le Tricastin               | Canton créé                    | Canton créé           | Canton créé | Fabien Limonta          |                 | UMP             |
| Le Tricastin               | Canton créé                    | Canton créé           | Canton créé | Marie-Pierre Mouton     |                 | UDI             |
| Valence-1                  | Patrick Royannez*              |                       | EÉLV        | Aurélien Esprit         |                 | UMP             |
| Valence-1                  | Patrick Royannez*              | Béatrice Teyssot      | EÉLV        |                         | UMP             |                 |
| Valence-2                  | Nicolas Daragon                |                       | UMP         | Zabida Nakib-Colomb     |                 | PS              |
| Valence-2                  | Nicolas Daragon                | Pascal Pertusa        | UMP         |                         | PS              |                 |
| Valence-3                  | Pierre-Jean Veyret             |                       | PS          | Nicolas Daragon         |                 | UMP             |
| Valence-3                  | Pierre-Jean Veyret             | Geneviève Girard      | PS          |                         | UDI             |                 |
| Valence-4                  | Zabida Nakib-Colomb            |                       | PS          | Patrick Labaune         |                 | UMP             |
| Valence-4                  | Zabida Nakib-Colomb            | Véronique Pugeat      | PS          |                         | UDI             |                 |
| Vercors-Monts du Matin     | Canton créé                    | Canton créé           | Canton créé | Nathalie Helmer         |                 | UMP             |
| Vercors-Monts du Matin     | Canton créé                    | Canton créé           | Canton créé | Christian Morin         |                 | UMP             |

* Conseillers généraux sortants ne se représentant pas

## Résultats par canton

### Canton de Bourg-de-Péage
| Candidats            | Candidats          | Partis      | Partis      | Premier tour | Premier tour | Second tour | Second tour |
| Candidats            | Candidats          | Partis      | Partis      | Voix         | %            | Voix        | %           |
| -------------------- | ------------------ | ----------- | ----------- | ------------ | ------------ | ----------- | ----------- |
| 1                    | Benjamin Missud    |             | UMP         | 1 811        | 18,64        |             |             |
| 1                    | Nadia Outrequin    |             | UMP         | 1 811        | 18,64        |             |             |
| 2                    | Viviane Debarges   |             | PCF         | 1 024        | 10,54        |             |             |
| 2                    | Denis Donger       |             | EÉLV        | 1 024        | 10,54        |             |             |
| 3                    | Yann Doucet        |             | DVD         | 810          | 8,34         |             |             |
| 3                    | Christine Manca    |             | DVD         | 810          | 8,34         |             |             |
| 4                    | Joël Cheval        |             | FN          | 2 769        | 28,50        | 3 857       | 40,16       |
| 4                    | Frédérique Juan    |             | FN          | 2 769        | 28,50        | 3 857       | 40,16       |
| 5                    | Gérard Chaumontet* |             | PS          | 3 302        | 33,99        | 5 746       | 59,84       |
| 5                    | Anna Place         |             | PS          | 3 302        | 33,99        | 5 746       | 59,84       |
|                      |                    |             |             |              |              |             |             |
| Inscrits             | Inscrits           | Inscrits    | Inscrits    | 20 512       | 100,00       | 20 506      | 100,00      |
| Abstentions          | Abstentions        | Abstentions | Abstentions | 10 452       | 50,96        | 10 019      | 48,86       |
| Votants              | Votants            | Votants     | Votants     | 10 060       | 49,04        | 10 487      | 51,14       |
| Blancs               | Blancs             | Blancs      | Blancs      | 241          | 2,4          | 658         | 6,27        |
| Nuls                 | Nuls               | Nuls        | Nuls        | 103          | 1,02         | 226         | 2,16        |
| Exprimés             | Exprimés           | Exprimés    | Exprimés    | 9 716        | 96,58        | 9 603       | 91,57       |
| * conseiller sortant |                    |             |             |              |              |             |             |

### Canton de Crest
| Candidats            | Candidats               | Partis      | Partis      | Premier tour | Premier tour | Second tour | Second tour |
| Candidats            | Candidats               | Partis      | Partis      | Voix         | %            | Voix        | %           |
| -------------------- | ----------------------- | ----------- | ----------- | ------------ | ------------ | ----------- | ----------- |
| 1                    | Kevin Brun              |             | FN          | 2 605        | 22,95        |             |             |
| 1                    | Françoise Savalli       |             | FN          | 2 605        | 22,95        |             |             |
| 2                    | François Pegon*         |             | MoDem       | 3 350        | 29,51        | 5 265       | 49,14       |
| 2                    | Béatrice Rey            |             | DVD         | 3 350        | 29,51        | 5 265       | 49,14       |
| 3                    | Muriel Paret            |             | DVG         | 3 546        | 31,23        | 5 450       | 50,86       |
| 3                    | Jean Serret             |             | PS          | 3 546        | 31,23        | 5 450       | 50,86       |
| 4                    | Agnès Fouilleux         |             | EÉLV        | 1 852        | 16,31        |             |             |
| 4                    | Yvon Thomas Le Guillerm |             | FG          | 1 852        | 16,31        |             |             |
|                      |                         |             |             |              |              |             |             |
| Inscrits             | Inscrits                | Inscrits    | Inscrits    | 21 201       | 100,00       | 21 199      | 100,00      |
| Abstentions          | Abstentions             | Abstentions | Abstentions | 9 360        | 44,15        | 9 498       | 44,8        |
| Votants              | Votants                 | Votants     | Votants     | 11 841       | 55,85        | 11 701      | 55,2        |
| Blancs               | Blancs                  | Blancs      | Blancs      | 339          | 2,86         | 641         | 5,48        |
| Nuls                 | Nuls                    | Nuls        | Nuls        | 149          | 1,26         | 345         | 2,95        |
| Exprimés             | Exprimés                | Exprimés    | Exprimés    | 11 353       | 95,88        | 10 715      | 91,57       |
| * conseiller sortant |                         |             |             |              |              |             |             |

### Canton de Dieulefit
| Candidats            | Candidats          | Partis      | Partis      | Premier tour | Premier tour | Second tour | Second tour |
| Candidats            | Candidats          | Partis      | Partis      | Voix         | %            | Voix        | %           |
| -------------------- | ------------------ | ----------- | ----------- | ------------ | ------------ | ----------- | ----------- |
| 1                    | Jean-Jacques Garde |             | DVG         | 2 162        | 21,48        |             |             |
| 1                    | Christine Priotto  |             | PS          | 2 162        | 21,48        |             |             |
| 2                    | Paul Manuel        |             | FN          | 2 276        | 22,62        | 2 135       | 19,85       |
| 2                    | Marie-Ange Mary    |             | FN          | 2 276        | 22,62        | 2 135       | 19,85       |
| 3                    | Mariette Cuvellier |             | FG          | 2 291        | 22,76        | 3 961       | 36,83       |
| 3                    | Gérard Triaire     |             | EÉLV        | 2 291        | 22,76        | 3 961       | 36,83       |
| 4                    | André Gilles*      |             | DVD         | 3 335        | 33,14        | 4 658       | 43,31       |
| 4                    | Corinne Moulin     |             | DVD         | 3 335        | 33,14        | 4 658       | 43,31       |
|                      |                    |             |             |              |              |             |             |
| Inscrits             | Inscrits           | Inscrits    | Inscrits    | 17 788       | 100,00       | 17 786      | 100,00      |
| Abstentions          | Abstentions        | Abstentions | Abstentions | 7 336        | 41,24        | 6 651       | 37,39       |
| Votants              | Votants            | Votants     | Votants     | 10 452       | 58,76        | 11 135      | 62,61       |
| Blancs               | Blancs             | Blancs      | Blancs      | 278          | 2,66         | 278         | 2,5         |
| Nuls                 | Nuls               | Nuls        | Nuls        | 110          | 1,05         | 103         | 0,93        |
| Exprimés             | Exprimés           | Exprimés    | Exprimés    | 10 064       | 96,29        | 10 754      | 96,58       |
| * conseiller sortant |                    |             |             |              |              |             |             |

### Canton du Diois
| Candidats            | Candidats             | Partis      | Partis      | Premier tour | Premier tour | Second tour | Second tour |
| Candidats            | Candidats             | Partis      | Partis      | Voix         | %            | Voix        | %           |
| -------------------- | --------------------- | ----------- | ----------- | ------------ | ------------ | ----------- | ----------- |
| 1                    | Daniel Fernandez      |             | DVD         | 1 215        | 18,43        |             |             |
| 1                    | Régine Oddoz          |             | DVD         | 1 215        | 18,43        |             |             |
| 2                    | Françoise Chevillard  |             | SE          | 323          | 4,90         |             |             |
| 2                    | Jean-Luc Dupaigne     |             | EÉLV        | 323          | 4,90         |             |             |
| 3                    | Muriel Petillon       |             | FN          | 859          | 13,03        |             |             |
| 3                    | Jean-Claude Santiago  |             | FN          | 859          | 13,03        |             |             |
| 4                    | Bernard Buis*         |             | PS          | 2 688        | 40,77        | 3 764       | 66,8        |
| 4                    | Martine Charmet       |             | DVG         | 2 688        | 40,77        | 3 764       | 66,8        |
| 5                    | Jacqueline Carrer     |             | PCF         | 1 508        | 22,87        | 1 871       | 33,2        |
| 5                    | Philippe Leeuwenberg* |             | PCF         | 1 508        | 22,87        | 1 871       | 33,2        |
|                      |                       |             |             |              |              |             |             |
| Inscrits             | Inscrits              | Inscrits    | Inscrits    | 11 577       | 100,00       | 11 577      | 100,00      |
| Abstentions          | Abstentions           | Abstentions | Abstentions | 4 720        | 40,77        | 5 046       | 43,59       |
| Votants              | Votants               | Votants     | Votants     | 6 857        | 59,23        | 6 531       | 56,41       |
| Blancs               | Blancs                | Blancs      | Blancs      | 180          | 2,63         | 614         | 9,4         |
| Nuls                 | Nuls                  | Nuls        | Nuls        | 84           | 1,23         | 282         | 4,32        |
| Exprimés             | Exprimés              | Exprimés    | Exprimés    | 6 593        | 96,15        | 5 635       | 86,28       |
| * conseiller sortant |                       |             |             |              |              |             |             |

### Canton de Drôme des collines
| Candidats            | Candidats            | Partis      | Partis      | Premier tour | Premier tour | Second tour | Second tour |
| Candidats            | Candidats            | Partis      | Partis      | Voix         | %            | Voix        | %           |
| -------------------- | -------------------- | ----------- | ----------- | ------------ | ------------ | ----------- | ----------- |
| 1                    | Gisèle Duc           |             | FN          | 3 094        | 29,29        | 3 068       | 27,31       |
| 1                    | Thierry Seneclauze   |             | FN          | 3 094        | 29,29        | 3 068       | 27,31       |
| 2                    | Emmanuelle Anthoine* |             | UMP         | 3 803        | 36           | 4 603       | 40,98       |
| 2                    | Aimé Chaleon         |             | DVD         | 3 803        | 36           | 4 603       | 40,98       |
| 3                    | Maryline Hernandez   |             | PCF         | 940          | 8,90         |             |             |
| 3                    | Jean-Bernard Suchel  |             | PG          | 940          | 8,90         |             |             |
| 4                    | Jean-Louis Bonnet*   |             | DVG         | 2 727        | 25,81        | 3 561       | 31,7        |
| 4                    | Catherine Habrard    |             | DVG         | 2 727        | 25,81        | 3 561       | 31,7        |
|                      |                      |             |             |              |              |             |             |
| Inscrits             | Inscrits             | Inscrits    | Inscrits    | 19 284       | 100,00       | 19 284      | 100,00      |
| Abstentions          | Abstentions          | Abstentions | Abstentions | 8 287        | 42,97        | 7 661       | 39,73       |
| Votants              | Votants              | Votants     | Votants     | 10 997       | 57,03        | 11 623      | 60,27       |
| Blancs               | Blancs               | Blancs      | Blancs      | 324          | 2,95         | 288         | 2,48        |
| Nuls                 | Nuls                 | Nuls        | Nuls        | 109          | 0,99         | 103         | 0,89        |
| Exprimés             | Exprimés             | Exprimés    | Exprimés    | 10 564       | 96,06        | 11 232      | 96,64       |
| * conseiller sortant |                      |             |             |              |              |             |             |

### Canton de Grignan
| Candidats            | Candidats          | Partis      | Partis      | Premier tour | Premier tour | Second tour | Second tour |
| Candidats            | Candidats          | Partis      | Partis      | Voix         | %            | Voix        | %           |
| -------------------- | ------------------ | ----------- | ----------- | ------------ | ------------ | ----------- | ----------- |
| 1                    | Océane Bert        |             | SE          | 210          | 2,48         |             |             |
| 1                    | Stéfanic Eldin     |             | SE          | 210          | 2,48         |             |             |
| 2                    | Christophe Leydier |             | FN          | 3 186        | 37,61        | 4 166       | 48,34       |
| 2                    | Laure Pellier      |             | FN          | 3 186        | 37,61        | 4 166       | 48,34       |
| 3                    | Paul Bérard        |             | DVD         | 2 430        | 28,68        |             |             |
| 3                    | Sylvie Marquet     |             | UDI         | 2 430        | 28,68        |             |             |
| 4                    | Luc Chambonnet*    |             | DVG         | 2 646        | 31,23        | 4 452       | 51,66       |
| 4                    | Renée Payan        |             | DVG         | 2 646        | 31,23        | 4 452       | 51,66       |
|                      |                    |             |             |              |              |             |             |
| Inscrits             | Inscrits           | Inscrits    | Inscrits    | 15 962       | 100,00       | 15 961      | 100,00      |
| Abstentions          | Abstentions        | Abstentions | Abstentions | 6 976        | 43,7         | 6 436       | 40,32       |
| Votants              | Votants            | Votants     | Votants     | 8 986        | 56,3         | 9 525       | 59,68       |
| Blancs               | Blancs             | Blancs      | Blancs      | 384          | 4,27         | 638         | 6,7         |
| Nuls                 | Nuls               | Nuls        | Nuls        | 130          | 1,45         | 269         | 2,82        |
| Exprimés             | Exprimés           | Exprimés    | Exprimés    | 8 472        | 94,28        | 8 618       | 90,48       |
| * conseiller sortant |                    |             |             |              |              |             |             |

### Canton de Loriol-sur-Drôme
| Candidats   | Candidats             | Partis      | Partis      | Premier tour | Premier tour | Second tour | Second tour |
| Candidats   | Candidats             | Partis      | Partis      | Voix         | %            | Voix        | %           |
| ----------- | --------------------- | ----------- | ----------- | ------------ | ------------ | ----------- | ----------- |
| 1           | Arlette Honore        |             | FN          | 2 922        | 30,31        | 3 119       | 35,19       |
| 1           | Frédéric Marcel       |             | FN          | 2 922        | 30,31        | 3 119       | 35,19       |
| 2           | Laurent Déré          |             | PS          | 2 139        | 22,19        |             |             |
| 2           | Marion Kaced          |             | PS          | 2 139        | 22,19        |             |             |
| 3           | François Doutre       |             | PCF         | 972          | 10,08        |             |             |
| 3           | Josianne Gonnot       |             | EÉLV        | 972          | 10,08        |             |             |
| 4           | Françoise Chazal      |             | UMP         | 3 608        | 37,42        | 5 744       | 64,81       |
| 4           | Jacques Ladegaillerie |             | UDI         | 3 608        | 37,42        | 5 744       | 64,81       |
|             |                       |             |             |              |              |             |             |
| Inscrits    | Inscrits              | Inscrits    | Inscrits    | 19 616       | 100,00       | 19 615      | 100,00      |
| Abstentions | Abstentions           | Abstentions | Abstentions | 9 604        | 48,96        | 9 592       | 48,9        |
| Votants     | Votants               | Votants     | Votants     | 10 012       | 51,04        | 10 023      | 51,1        |
| Blancs      | Blancs                | Blancs      | Blancs      | 261          | 2,61         | 803         | 8,01        |
| Nuls        | Nuls                  | Nuls        | Nuls        | 110          | 1,1          | 357         | 3,56        |
| Exprimés    | Exprimés              | Exprimés    | Exprimés    | 9 641        | 96,29        | 8 863       | 88,43       |

### Canton de Montélimar-1
| Candidats            | Candidats         | Partis      | Partis      | Premier tour | Premier tour | Second tour | Second tour |
| Candidats            | Candidats         | Partis      | Partis      | Voix         | %            | Voix        | %           |
| -------------------- | ----------------- | ----------- | ----------- | ------------ | ------------ | ----------- | ----------- |
| 1                    | Catherine Autajon |             | UDI         | 2 569        | 29,92        | 4 939       | 61,04       |
| 1                    | Karim Oumeddour   |             | UMP         | 2 569        | 29,92        | 4 939       | 61,04       |
| 2                    | Salim Bouziane    |             | EÉLV        | 717          | 8,35         |             |             |
| 2                    | Annie Mazet       |             | PCF         | 717          | 8,35         |             |             |
| 3                    | Catherine Coutard |             | MRC         | 2 332        | 27,16        |             |             |
| 3                    | Jean-Luc Vincent* |             | PS          | 2 332        | 27,16        |             |             |
| 4                    | Bernard Gachet    |             | DLF         | 299          | 3,48         |             |             |
| 4                    | Myriam Masson     |             | DLF         | 299          | 3,48         |             |             |
| 5                    | Annette Biret     |             | FN          | 2 669        | 31,09        | 3 152       | 38,96       |
| 5                    | Guillaume Valla   |             | FN          | 2 669        | 31,09        | 3 152       | 38,96       |
|                      |                   |             |             |              |              |             |             |
| Inscrits             | Inscrits          | Inscrits    | Inscrits    | 18 830       | 100,00       | 18 831      | 100,00      |
| Abstentions          | Abstentions       | Abstentions | Abstentions | 9 855        | 52,34        | 9 648       | 51,23       |
| Votants              | Votants           | Votants     | Votants     | 8 975        | 47,66        | 9 183       | 48,77       |
| Blancs               | Blancs            | Blancs      | Blancs      | 265          | 2,95         | 749         | 8,16        |
| Nuls                 | Nuls              | Nuls        | Nuls        | 124          | 1,38         | 343         | 3,74        |
| Exprimés             | Exprimés          | Exprimés    | Exprimés    | 8 586        | 95,67        | 8 091       | 88,11       |
| * conseiller sortant |                   |             |             |              |              |             |             |

### Canton de Montélimar-2
| Candidats            | Candidats               | Partis      | Partis      | Premier tour | Premier tour | Second tour | Second tour |
| Candidats            | Candidats               | Partis      | Partis      | Voix         | %            | Voix        | %           |
| -------------------- | ----------------------- | ----------- | ----------- | ------------ | ------------ | ----------- | ----------- |
| 1                    | Patricia Brunel-Maillet |             | UDI         | 2 747        | 31,56        | 3 500       | 36,36       |
| 1                    | Laurent Lanfray         |             | UDI         | 2 747        | 31,56        | 3 500       | 36,36       |
| 2                    | Chantal Martin          |             | FN          | 2 799        | 32,16        | 2 899       | 30,12       |
| 2                    | Raphaël Rosello         |             | FN          | 2 799        | 32,16        | 2 899       | 30,12       |
| 3                    | Yves Courbis            |             | DVG         | 2 471        | 28,39        | 3 227       | 33,52       |
| 3                    | Anne-Marie Rème-Pic*    |             | PS          | 2 471        | 28,39        | 3 227       | 33,52       |
| 4                    | André Brun              |             | FG          | 686          | 7,88         |             |             |
| 4                    | Nadia Hosni             |             | FG          | 686          | 7,88         |             |             |
|                      |                         |             |             |              |              |             |             |
| Inscrits             | Inscrits                | Inscrits    | Inscrits    | 18 118       | 100,00       | 18 119      | 100,00      |
| Abstentions          | Abstentions             | Abstentions | Abstentions | 9 016        | 49,76        | 8 165       | 45,06       |
| Votants              | Votants                 | Votants     | Votants     | 9 102        | 50,24        | 9 954       | 54,94       |
| Blancs               | Blancs                  | Blancs      | Blancs      | 268          | 2,94         | 213         | 2,14        |
| Nuls                 | Nuls                    | Nuls        | Nuls        | 131          | 1,44         | 115         | 1,16        |
| Exprimés             | Exprimés                | Exprimés    | Exprimés    | 8 703        | 95,62        | 9 626       | 96,7        |
| * conseiller sortant |                         |             |             |              |              |             |             |

### Canton de Nyons et Baronnies
| Candidats            | Candidats          | Partis      | Partis      | Premier tour | Premier tour | Second tour | Second tour |
| Candidats            | Candidats          | Partis      | Partis      | Voix         | %            | Voix        | %           |
| -------------------- | ------------------ | ----------- | ----------- | ------------ | ------------ | ----------- | ----------- |
| 1                    | Françoise Bec      |             | DVD         | 2 374        | 22,78        | 2 570       | 23,99       |
| 1                    | Francis Kornprobst |             | UMP         | 2 374        | 22,78        | 2 570       | 23,99       |
| 2                    | Danielle Laget     |             | FN          | 2 599        | 24,94        | 2 538       | 23,69       |
| 2                    | Hubert Taleroy     |             | FN          | 2 599        | 24,94        | 2 538       | 23,69       |
| 3                    | Pierre Combes*     |             | PS          | 4 120        | 39,53        | 5 604       | 52,32       |
| 3                    | Pascale Rochas     |             | PS          | 4 120        | 39,53        | 5 604       | 52,32       |
| 4                    | Alain Delhomme     |             | EÉLV        | 1 329        | 12,75        |             |             |
| 4                    | Josette Fournie    |             | FG          | 1 329        | 12,75        |             |             |
|                      |                    |             |             |              |              |             |             |
| Inscrits             | Inscrits           | Inscrits    | Inscrits    | 18 568       | 100,00       | 18 543      | 100,00      |
| Abstentions          | Abstentions        | Abstentions | Abstentions | 7 681        | 41,37        | 7 370       | 39,75       |
| Votants              | Votants            | Votants     | Votants     | 10 887       | 58,63        | 11 173      | 60,25       |
| Blancs               | Blancs             | Blancs      | Blancs      | 287          | 2,64         | 338         | 3,03        |
| Nuls                 | Nuls               | Nuls        | Nuls        | 178          | 1,63         | 123         | 1,1         |
| Exprimés             | Exprimés           | Exprimés    | Exprimés    | 10 422       | 95,73        | 10 712      | 95,87       |
| * conseiller sortant |                    |             |             |              |              |             |             |

### Canton de Romans-sur-Isère
| Candidats   | Candidats             | Partis      | Partis      | Premier tour | Premier tour | Second tour | Second tour |
| Candidats   | Candidats             | Partis      | Partis      | Voix         | %            | Voix        | %           |
| ----------- | --------------------- | ----------- | ----------- | ------------ | ------------ | ----------- | ----------- |
| 1           | Karine Guilleminot    |             | DVG         | 2 773        | 27,64        | 4 117       | 37,78       |
| 1           | Pierre Pieniek        |             | PRG         | 2 773        | 27,64        | 4 117       | 37,78       |
| 2           | Fabrice Larue         |             | DVD         | 3 128        | 31,18        | 4 102       | 37,65       |
| 2           | Marie-Hélène Thoraval |             | UMP         | 3 128        | 31,18        | 4 102       | 37,65       |
| 3           | Christine Collonge    |             | DVD         | 335          | 3,34         |             |             |
| 3           | Éric Padilla          |             | DVD         | 335          | 3,34         |             |             |
| 4           | Manon de Tonnac       |             | EÉLV        | 1 023        | 10,20        |             |             |
| 4           | Jean-Marc Durand      |             | PCF         | 1 023        | 10,20        |             |             |
| 5           | Martine Cavasse       |             | FN          | 2 773        | 27,64        | 2 677       | 24,57       |
| 5           | Christophe Guichard   |             | FN          | 2 773        | 27,64        | 2 677       | 24,57       |
|             |                       |             |             |              |              |             |             |
| Inscrits    | Inscrits              | Inscrits    | Inscrits    | 20 504       | 100,00       | 20 498      | 100,00      |
| Abstentions | Abstentions           | Abstentions | Abstentions | 10 089       | 49,21        | 9 265       | 45,2        |
| Votants     | Votants               | Votants     | Votants     | 10 415       | 50,79        | 11 233      | 54,8        |
| Blancs      | Blancs                | Blancs      | Blancs      | 271          | 2,6          | 236         | 2,1         |
| Nuls        | Nuls                  | Nuls        | Nuls        | 112          | 1,08         | 101         | 0,9         |
| Exprimés    | Exprimés              | Exprimés    | Exprimés    | 10 032       | 96,32        | 10 896      | 97          |

### Canton de Saint-Vallier
| Candidats   | Candidats          | Partis      | Partis      | Premier tour | Premier tour | Second tour | Second tour |
| Candidats   | Candidats          | Partis      | Partis      | Voix         | %            | Voix        | %           |
| ----------- | ------------------ | ----------- | ----------- | ------------ | ------------ | ----------- | ----------- |
| 1           | Patricia Boidin    |             | DVG         | 3 765        | 42,03        | 5 419       | 62,05       |
| 1           | Pierre Jouvet      |             | PS          | 3 765        | 42,03        | 5 419       | 62,05       |
| 2           | Samir Dib          |             | PG          | 761          | 8,50         |             |             |
| 2           | Monique Moyroud    |             | PCF         | 761          | 8,50         |             |             |
| 3           | Jocelyne Chancrin  |             | DVD         | 1 761        | 19,66        |             |             |
| 3           | Jean-Yves Coquelle |             | UDI         | 1 761        | 19,66        |             |             |
| 4           | Benjamin Delas     |             | FN          | 2 670        | 29,81        | 3 314       | 37,95       |
| 4           | Annie Martineau    |             | FN          | 2 670        | 29,81        | 3 314       | 37,95       |
|             |                    |             |             |              |              |             |             |
| Inscrits    | Inscrits           | Inscrits    | Inscrits    | 17 308       | 100,00       | 17 309      | 100,00      |
| Abstentions | Abstentions        | Abstentions | Abstentions | 7 953        | 45,95        | 7 754       | 44,8        |
| Votants     | Votants            | Votants     | Votants     | 9 355        | 54,05        | 9 555       | 55,2        |
| Blancs      | Blancs             | Blancs      | Blancs      | 289          | 3,09         | 598         | 6,26        |
| Nuls        | Nuls               | Nuls        | Nuls        | 109          | 1,17         | 224         | 2,34        |
| Exprimés    | Exprimés           | Exprimés    | Exprimés    | 8 957        | 95,75        | 8 733       | 91,4        |

### Canton de Tain-l'Hermitage
| Candidats   | Candidats            | Partis      | Partis      | Premier tour | Premier tour | Second tour | Second tour |
| Candidats   | Candidats            | Partis      | Partis      | Voix         | %            | Voix        | %           |
| ----------- | -------------------- | ----------- | ----------- | ------------ | ------------ | ----------- | ----------- |
| 1           | Hervé Chaboud        |             | UDI         | 3 096        | 30,91        | 6 191       | 65,58       |
| 1           | Annie Guibert        |             | DVD         | 3 096        | 30,91        | 6 191       | 65,58       |
| 2           | Catherine Bankhalter |             | DVD         | 513          | 5,12         |             |             |
| 2           | Dominique Genin      |             | DVD         | 513          | 5,12         |             |             |
| 3           | Serge Blache         |             | PS          | 1 679        | 16,76        |             |             |
| 3           | Emmanuelle Faure     |             | DVG         | 1 679        | 16,76        |             |             |
| 4           | Hubert Pascual       |             | FN          | 2 803        | 27,99        | 3 250       | 34,42       |
| 4           | Nadine Soubeyrand    |             | FN          | 2 803        | 27,99        | 3 250       | 34,42       |
| 5           | Marie-Claude Lambert |             | DVD         | 1 163        | 11,61        |             |             |
| 5           | Max Osternaud        |             | DVD         | 1 163        | 11,61        |             |             |
| 6           | Sébastien Champion   |             | PCF         | 761          | 7,60         |             |             |
| 6           | Odile Geslin         |             | EÉLV        | 761          | 7,60         |             |             |
|             |                      |             |             |              |              |             |             |
| Inscrits    | Inscrits             | Inscrits    | Inscrits    | 19 369       | 100,00       | 19 369      | 100,00      |
| Abstentions | Abstentions          | Abstentions | Abstentions | 8 932        | 46,11        | 8 767       | 45,26       |
| Votants     | Votants              | Votants     | Votants     | 10 437       | 53,89        | 10 602      | 54,74       |
| Blancs      | Blancs               | Blancs      | Blancs      | 290          | 2,78         | 873         | 8,23        |
| Nuls        | Nuls                 | Nuls        | Nuls        | 132          | 1,26         | 288         | 2,72        |
| Exprimés    | Exprimés             | Exprimés    | Exprimés    | 10 015       | 95,96        | 9 441       | 89,05       |

### Canton du Tricastin
| Candidats            | Candidats             | Partis      | Partis      | Premier tour | Premier tour | Second tour | Second tour |
| Candidats            | Candidats             | Partis      | Partis      | Voix         | %            | Voix        | %           |
| -------------------- | --------------------- | ----------- | ----------- | ------------ | ------------ | ----------- | ----------- |
| 1                    | Fabien Limonta*       |             | UMP         | 4 454        | 40,41        | 6 512       | 60,98       |
| 1                    | Marie-Pierre Mouton   |             | UDI         | 4 454        | 40,41        | 6 512       | 60,98       |
| 2                    | Philippe André-Rey    |             | FN          | 4 079        | 37,01        | 4 167       | 39,02       |
| 2                    | Nadia Galiana-Verdier |             | FN          | 4 079        | 37,01        | 4 167       | 39,02       |
| 3                    | Cécile Fouré          |             | DVG         | 2 489        | 22,58        |             |             |
| 3                    | Jean-Luc Lenoir       |             | PS          | 2 489        | 22,58        |             |             |
|                      |                       |             |             |              |              |             |             |
| Inscrits             | Inscrits              | Inscrits    | Inscrits    | 21 838       | 100,00       | 21 840      | 100,00      |
| Abstentions          | Abstentions           | Abstentions | Abstentions | 10 311       | 47,22        | 10 160      | 46,52       |
| Votants              | Votants               | Votants     | Votants     | 11 527       | 52,78        | 11 680      | 53,48       |
| Blancs               | Blancs                | Blancs      | Blancs      | 234          | 2,03         | 710         | 6,08        |
| Nuls                 | Nuls                  | Nuls        | Nuls        | 271          | 2,35         | 291         | 2,49        |
| Exprimés             | Exprimés              | Exprimés    | Exprimés    | 11 022       | 95,62        | 10 679      | 91,43       |
| * conseiller sortant |                       |             |             |              |              |             |             |

### Canton de Valence-1
| Candidats            | Candidats          | Partis      | Partis      | Premier tour | Premier tour | Second tour | Second tour |
| Candidats            | Candidats          | Partis      | Partis      | Voix         | %            | Voix        | %           |
| -------------------- | ------------------ | ----------- | ----------- | ------------ | ------------ | ----------- | ----------- |
| 1                    | Aurélien Esprit    |             | UMP         | 3 284        | 31,17        | 5 393       | 51,59       |
| 1                    | Béatrice Teyssot   |             | UMP         | 3 284        | 31,17        | 5 393       | 51,59       |
| 2                    | Rosalie Kerdo      |             | DLF         | 270          | 2,56         |             |             |
| 2                    | Damien Toumi       |             | DLF         | 270          | 2,56         |             |             |
| 3                    | Monik Frossard     |             | SE          | 238          | 2,26         |             |             |
| 3                    | Bachar Meliani     |             | SE          | 238          | 2,26         |             |             |
| 4                    | Françoise Casalino |             | PS          | 3 431        | 32,56        | 5 060       | 48,41       |
| 4                    | Wilfrid Pailhes*   |             | PS          | 3 431        | 32,56        | 5 060       | 48,41       |
| 5                    | Lisette Pollet     |             | FN          | 2 561        | 24,31        |             |             |
| 5                    | Bernard Sironneau  |             | FN          | 2 561        | 24,31        |             |             |
| 6                    | Odile Blanc        |             | EÉLV        | 752          | 7,14         |             |             |
| 6                    | Rémy Garnier       |             | PCF         | 752          | 7,14         |             |             |
|                      |                    |             |             |              |              |             |             |
| Inscrits             | Inscrits           | Inscrits    | Inscrits    | 21 320       | 100,00       | 21 321      | 100,00      |
| Abstentions          | Abstentions        | Abstentions | Abstentions | 10 421       | 48,88        | 10 118      | 47,46       |
| Votants              | Votants            | Votants     | Votants     | 10 899       | 51,12        | 11 203      | 52,54       |
| Blancs               | Blancs             | Blancs      | Blancs      | 254          | 2,33         | 474         | 4,23        |
| Nuls                 | Nuls               | Nuls        | Nuls        | 109          | 1            | 276         | 2,46        |
| Exprimés             | Exprimés           | Exprimés    | Exprimés    | 10 536       | 96,67        | 10 453      | 93,31       |
| * conseiller sortant |                    |             |             |              |              |             |             |

### Canton de Valence-2
| Candidats            | Candidats             | Partis      | Partis      | Premier tour | Premier tour | Second tour | Second tour |
| Candidats            | Candidats             | Partis      | Partis      | Voix         | %            | Voix        | %           |
| -------------------- | --------------------- | ----------- | ----------- | ------------ | ------------ | ----------- | ----------- |
| 1                    | Norbert Kieffer       |             | UMP         | 3 095        | 30,17        | 4 230       | 38,49       |
| 1                    | Annie-Paule Tenneroni |             | UMP         | 3 095        | 30,17        | 4 230       | 38,49       |
| 2                    | Marie-Françoise Henry |             | EÉLV        | 949          | 9,25         |             |             |
| 2                    | William Ouzilou       |             | PG          | 949          | 9,25         |             |             |
| 3                    | Sirin Isildak         |             | SE          | 472          | 4,60         |             |             |
| 3                    | Hakim Madi            |             | SE          | 472          | 4,60         |             |             |
| 4                    | Zabida Nakib-Colomb*  |             | PS          | 3 055        | 29,78        | 4 407       | 40,1        |
| 4                    | Pascal Pertusa        |             | PS          | 3 055        | 29,78        | 4 407       | 40,1        |
| 5                    | Marie-Laurence Martin |             | FN          | 2 686        | 26,19        | 2 352       | 21,4        |
| 5                    | Christian Simon       |             | FN          | 2 686        | 26,19        | 2 352       | 21,4        |
|                      |                       |             |             |              |              |             |             |
| Inscrits             | Inscrits              | Inscrits    | Inscrits    | 21 037       | 100,00       | 21 037      | 100,00      |
| Abstentions          | Abstentions           | Abstentions | Abstentions | 10 362       | 49,26        | 9 644       | 45,84       |
| Votants              | Votants               | Votants     | Votants     | 10 675       | 50,74        | 11 393      | 54,16       |
| Blancs               | Blancs                | Blancs      | Blancs      | 286          | 2,68         | 290         | 2,55        |
| Nuls                 | Nuls                  | Nuls        | Nuls        | 132          | 1,24         | 114         | 1           |
| Exprimés             | Exprimés              | Exprimés    | Exprimés    | 10 257       | 96,08        | 10 989      | 96,45       |
| * conseiller sortant |                       |             |             |              |              |             |             |

### Canton de Valence-3
| Candidats            | Candidats          | Partis      | Partis      | Premier tour | Premier tour | Second tour | Second tour |
| Candidats            | Candidats          | Partis      | Partis      | Voix         | %            | Voix        | %           |
| -------------------- | ------------------ | ----------- | ----------- | ------------ | ------------ | ----------- | ----------- |
| 1                    | Sandrine Augier    |             | PS          | 2 160        | 19,48        |             |             |
| 1                    | Patrick Ranc       |             | PS          | 2 160        | 19,48        |             |             |
| 2                    | Claude Chinnici    |             | FN          | 2 377        | 21,43        | 2 609       | 26,79       |
| 2                    | Antonieta Pourbaix |             | FN          | 2 377        | 21,43        | 2 609       | 26,79       |
| 3                    | Annie Roche        |             | EÉLV        | 1 885        | 17,00        |             |             |
| 3                    | Pierre Trapier     |             | PCF         | 1 885        | 17,00        |             |             |
| 4                    | Nicolas Daragon*   |             | UMP         | 4 669        | 42,1         | 7 128       | 73,21       |
| 4                    | Geneviève Girard   |             | UDI         | 4 669        | 42,1         | 7 128       | 73,21       |
|                      |                    |             |             |              |              |             |             |
| Inscrits             | Inscrits           | Inscrits    | Inscrits    | 22 422       | 100,00       | 22 421      | 100,00      |
| Abstentions          | Abstentions        | Abstentions | Abstentions | 10 942       | 48,8         | 11 133      | 49,65       |
| Votants              | Votants            | Votants     | Votants     | 11 480       | 51,2         | 11 288      | 50,35       |
| Blancs               | Blancs             | Blancs      | Blancs      | 253          | 2,2          | 1 112       | 9,85        |
| Nuls                 | Nuls               | Nuls        | Nuls        | 136          | 1,18         | 439         | 3,89        |
| Exprimés             | Exprimés           | Exprimés    | Exprimés    | 11 091       | 96,61        | 9 737       | 86,26       |
| * conseiller sortant |                    |             |             |              |              |             |             |

### Canton de Valence-4
| Candidats            | Candidats                 | Partis      | Partis      | Premier tour | Premier tour | Second tour | Second tour |
| Candidats            | Candidats                 | Partis      | Partis      | Voix         | %            | Voix        | %           |
| -------------------- | ------------------------- | ----------- | ----------- | ------------ | ------------ | ----------- | ----------- |
| 1                    | Michel Brault             |             | FN          | 1 435        | 18,57        |             |             |
| 1                    | Hélène Dalbies            |             | FN          | 1 435        | 18,57        |             |             |
| 2                    | Michèle Ravelli           |             | DVG         | 2 447        | 31,66        | 3 619       | 47,13       |
| 2                    | Pierre-Jean Veyret*       |             | PS          | 2 447        | 31,66        | 3 619       | 47,13       |
| 3                    | Pascal Girard             |             | PCF         | 1 028        | 13,30        |             |             |
| 3                    | Dominique Hennion-Rolland |             | EÉLV        | 1 028        | 13,30        |             |             |
| 4                    | Patrick Labaune           |             | UMP         | 2 819        | 36,47        | 4 059       | 52,87       |
| 4                    | Véronique Pugeat          |             | UDI         | 2 819        | 36,47        | 4 059       | 52,87       |
|                      |                           |             |             |              |              |             |             |
| Inscrits             | Inscrits                  | Inscrits    | Inscrits    | 17 137       | 100,00       | 17 134      | 100,00      |
| Abstentions          | Abstentions               | Abstentions | Abstentions | 9 122        | 53,23        | 8 922       | 52,07       |
| Votants              | Votants                   | Votants     | Votants     | 8 015        | 46,77        | 8 212       | 47,93       |
| Blancs               | Blancs                    | Blancs      | Blancs      | 189          | 2,36         | 367         | 4,47        |
| Nuls                 | Nuls                      | Nuls        | Nuls        | 97           | 1,21         | 167         | 2,03        |
| Exprimés             | Exprimés                  | Exprimés    | Exprimés    | 7 729        | 96,43        | 7 678       | 93,5        |
| * conseiller sortant |                           |             |             |              |              |             |             |

### Canton de Vercors-Monts du Matin
| Candidats   | Candidats          | Partis      | Partis      | Premier tour | Premier tour | Second tour | Second tour |
| Candidats   | Candidats          | Partis      | Partis      | Voix         | %            | Voix        | %           |
| ----------- | ------------------ | ----------- | ----------- | ------------ | ------------ | ----------- | ----------- |
| 1           | Nathalie Helmer    |             | UMP         | 3 451        | 34,48        | 4 314       | 40,55       |
| 1           | Christian Morin    |             | UMP         | 3 451        | 34,48        | 4 314       | 40,55       |
| 2           | Françoise Agrain   |             | PS          | 2 612        | 26,10        | 3 629       | 34,11       |
| 2           | Yves Jouffrey      |             | PS          | 2 612        | 26,10        | 3 629       | 34,11       |
| 3           | Régis Caron        |             | FN          | 2 778        | 27,76        | 2 695       | 25,33       |
| 3           | Marie-Noëlle Delas |             | FN          | 2 778        | 27,76        | 2 695       | 25,33       |
| 4           | Brigitte Lacour    |             | PCF         | 1 167        | 11,66        |             |             |
| 4           | Jean-Marc Reverbel |             | EÉLV        | 1 167        | 11,66        |             |             |
|             |                    |             |             |              |              |             |             |
| Inscrits    | Inscrits           | Inscrits    | Inscrits    | 18 446       | 100,00       | 18 443      | 100,00      |
| Abstentions | Abstentions        | Abstentions | Abstentions | 8 026        | 43,51        | 7 412       | 40,19       |
| Votants     | Votants            | Votants     | Votants     | 10 420       | 56,49        | 11 031      | 59,81       |
| Blancs      | Blancs             | Blancs      | Blancs      | 298          | 2,86         | 311         | 2,82        |
| Nuls        | Nuls               | Nuls        | Nuls        | 114          | 1,09         | 82          | 0,74        |
| Exprimés    | Exprimés           | Exprimés    | Exprimés    | 10 008       | 96,05        | 10 638      | 96,44       |